# Danthoniopsis
Danthoniopsis là một chi thực vật có hoa trong họ Hòa thảo (Poaceae).

## Loài
Chi Danthoniopsis gồm các loài: